# 岸和田市立自泉会館

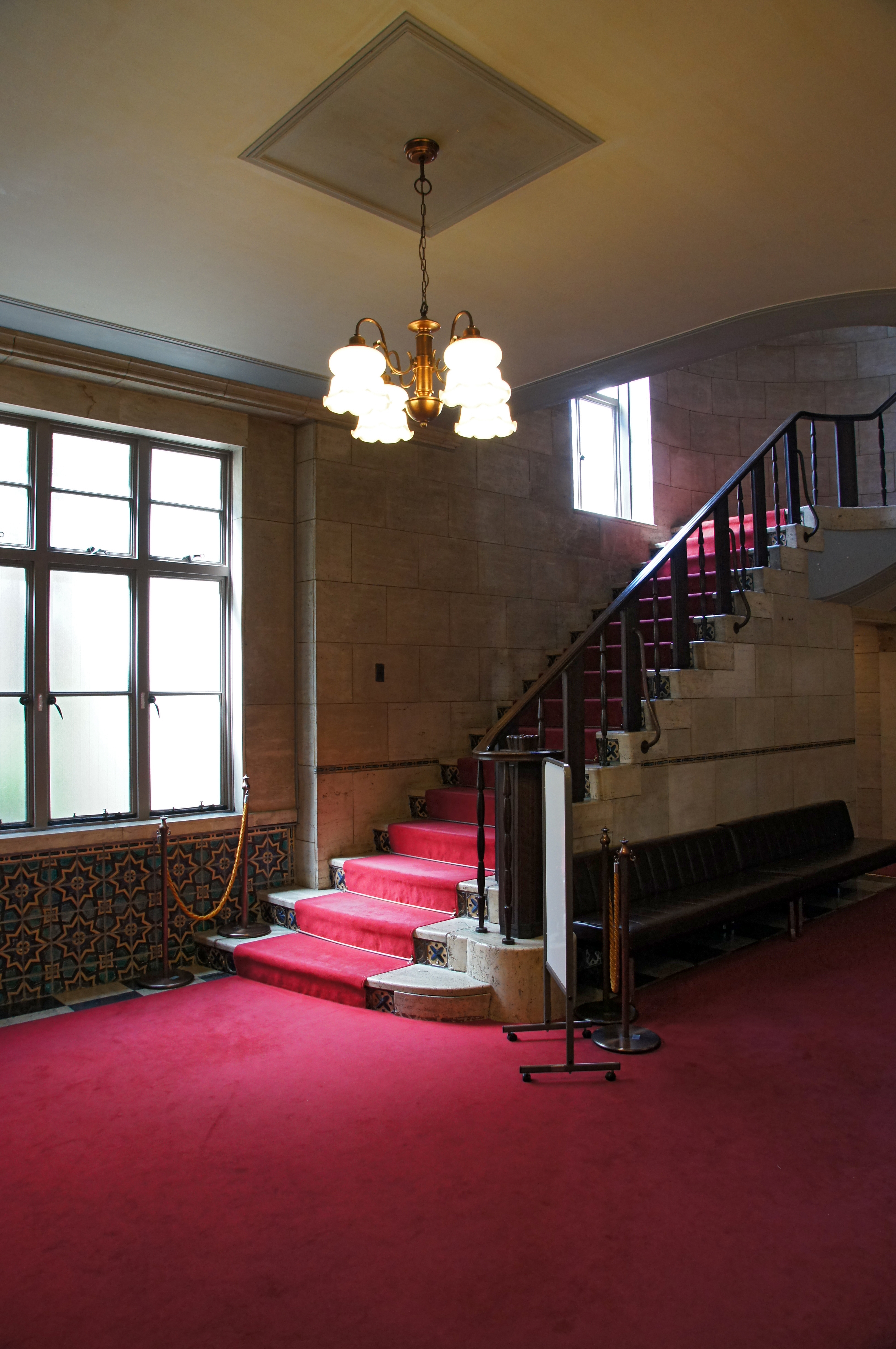
エントランスホール

岸和田市立自泉会館（きしわだしりつじせんかいかん）は、大阪府岸和田市岸城町にある多目的文化施設。
岸和田城三の曲輪の北東部に位置しており、二の曲輪の北端に位置する岸和田市役所の至近にある。1997年に国の登録有形文化財に登録された。

## 歴史
岸和田紡績（岸紡、現・ユニチカの前身の1つ）創設者の寺田甚与茂に贈られた慰労金を基にして社長を継いだ長男の寺田甚吉が1932年に建設した寺田財閥の倶楽部であった。
岸紡や寺田家の関連建築を多く手がけた渡辺節の設計によるもので、近世スパニッシュ様式の建築である。
岸和田紡績は1941年に大日本紡績（現・ユニチカ）と合併した。寺田甚吉は1942年に岸和田市長となり、翌年の退任時に当建物を市に寄贈した。
1950年に襲来したジェーン台風により市役所が甚大な被害を受けた際には、市議会議事堂としても利用され、後に岸和田商工会議所に貸与されたこともあった。
1982年に市制60年を記念して修復され、以後は文化施設として利用されている。
1968年には2階が一部増築されている。

## 見学
通常は文化施設として利用されているが、利用されていない場合は見学が可能である。

## 交通アクセス
- 南海本線 岸和田駅 徒歩14分

## 周辺
- 岸和田城
- 大阪府立岸和田高等学校
- 五風荘
- 岸和田だんじり会館